# Прогресс М-МИМ2
Прогресс М-МИМ2 — специализированный транспортный грузовой корабль-модуль (ГКМ), запущенный к Международной космической станции. Серийный номер 302.

## Цель полёта
Доставка на орбиту малого исследовательского модуля №2 «Поиск», научного оборудования и аппаратуры, продуктов питания и воды, а также средств личной гигиены космонавтов.

## Хроника полёта
- 10.11.2009, в 17:22:04 (MSK), (14:22:04 UTC) — запуск с космодрома Байконур;[1]
- 12.11.2009, в 18:41:43 (MSK), (15:41:43 UTC) — осуществлена стыковка с орбитальной станцией, к зенитному стыковочному узлу переходного отсека служебного модуля «Звезда». Процесс сближения и стыковки проводился в автоматическом режиме;
- 08.12.2009, в 03:16:04 (MSK), (00:16:04 UTC) — была произведена расстыковка приборно-агрегатного отсека корабля «Прогресс М-МИМ2» от модуля «Звезда» с последующим его сведением с орбиты.

## Перечень грузов
Суммарная масса всех доставляемых грузов: 751 кг
| Название                                                                                        | Масса (кг) |
| ----------------------------------------------------------------------------------------------- | ---------- |
| Оборудование для систем:                                                                        |            |
| водообеспечения (СВО)                                                                           | 88         |
| электропитания (СЭП)                                                                            | 78         |
| бортовых измерений (СБИ)                                                                        | 3          |
| Средства технического обслуживания и ремонта (СТОР)                                             | 2          |
| Средства санитарно-гигиенического обеспечения                                                   | 160        |
| Контейнеры с рационами питания                                                                  | 236        |
| Медицинское оборудование, бельё, средства личной гигиены и профилактики воздействия невесомости | 83         |
| Средства индивидуальной защиты                                                                  | 74         |
| Средства межмодульной вентиляции                                                                | 16         |
| Бортдокументация, посылки для экипажа                                                           | 11         |

## Фотографии

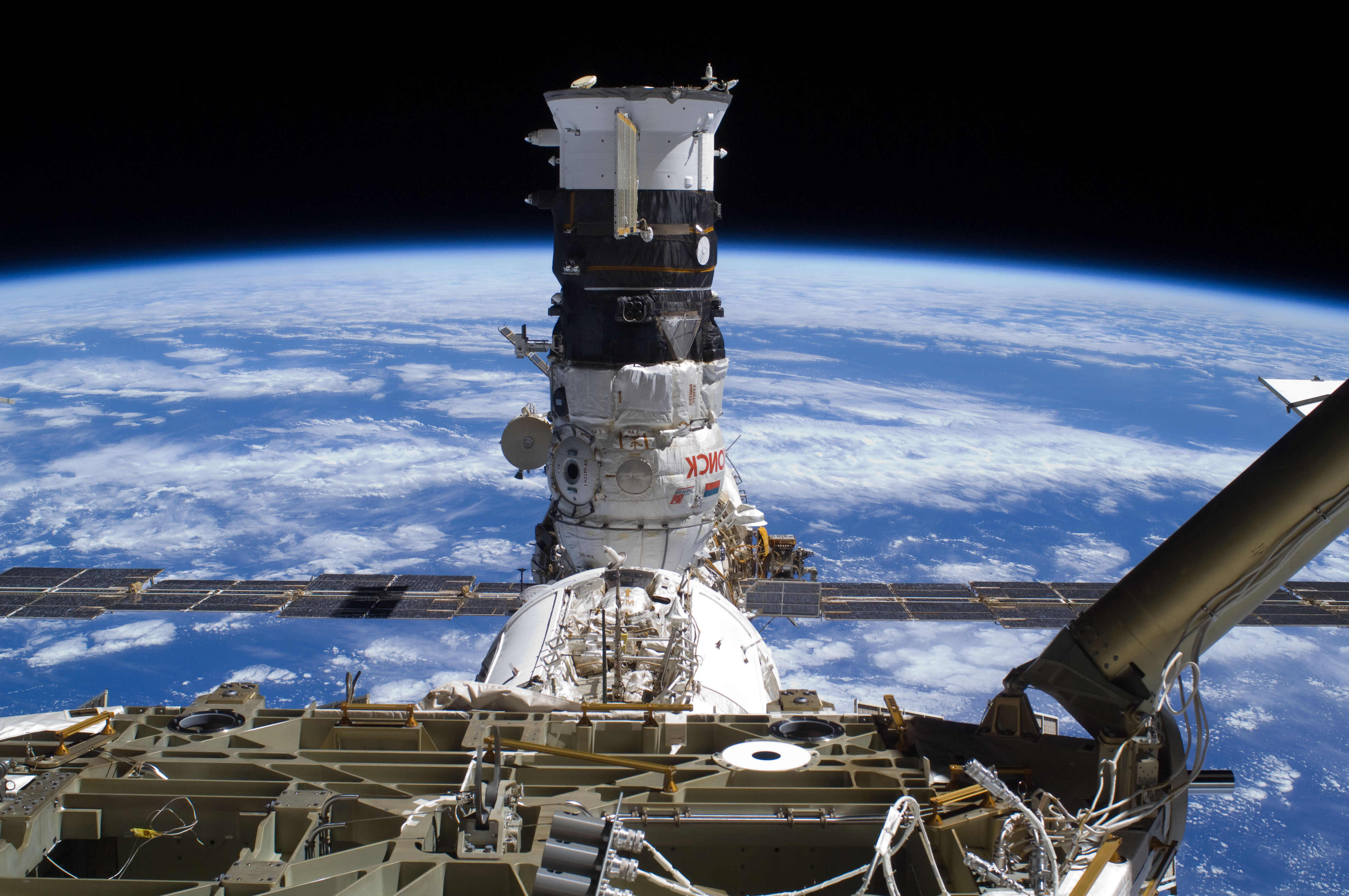
«Прогресс М-МИМ2» и «Поиск» пристыкованы к МКС
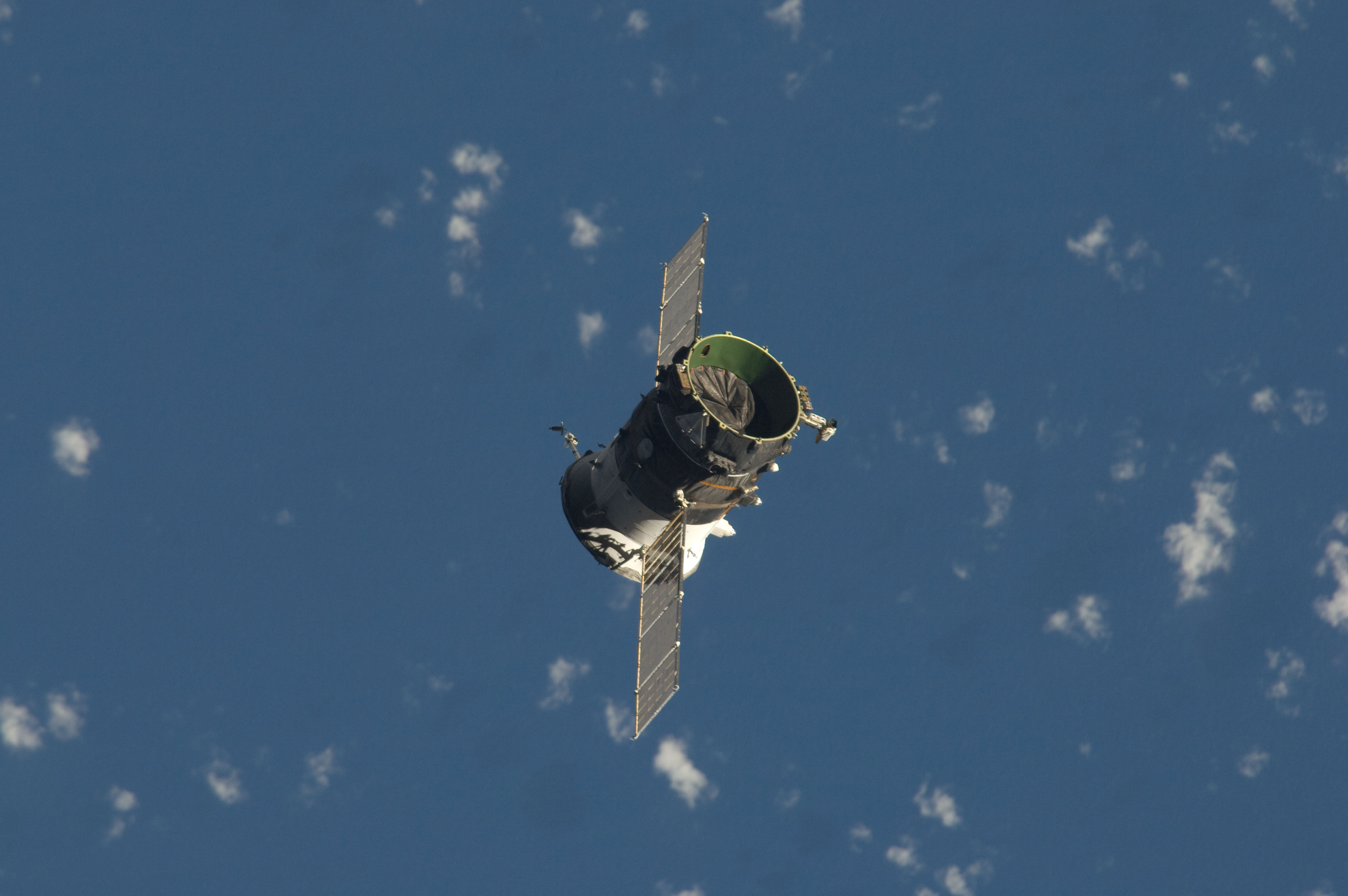
Приборно-агрегатный отсек